# 93 (セレマ)
93という数字は、1904年に「法の書」を書いたアレイスター・クロウリーがフランソワ・ラブレーの哲学を適用したセレマの信仰で大きな意味を持つ。セレマの中心的な哲学は、「法の書」の二つの文で、「汝の意志することを行え、それが法の全てとなろう」と、「愛は法なり、意志の下の愛こそが」である。これらの文には、それぞれ意志と愛という二つの主要な言葉が含まれている。ギリシャ語では、それらは、セレマ（意志）とアガペー（愛）である。ギリシャ語のアイソセフィ（文字に数値を当てはめること）で、その双方の文字は、足し合わせると93になる。
- Thelema = Θελημα
  - Θ (Theta) = 9 +
  - ε (Epsilon) = 5 +
  - λ (Lambda) = 30 +
  - η (Eta) = 8 +
  - μ (Mu) = 40 +
  - α (Alpha) 1
  - = 93

- Agapé = Αγαπη
  - Α (Alpha) 1 +
  - γ (Gamma) 3 +
  - α (Alpha) 1 +
  - π (Pi) 80 +
  - η (Eta) 8
  - = 93

この手法を使った関連性は対応の芸術である。二つの言葉が同じ数値を持つとき、意味深い関係を持つと言われている。この場合、セレマの二つの中心的なコンセプト——意志と愛——は同じ数値であり、故に、直接的な関係を持つ。

## その他の93に対応する言葉
他のセレマ的語句の中で、アイソセフィもしくはゲマトリアを使い、93になる言葉には次のようなものがある。
- Aiwaz—1904年にアレイスター・クロウリーに法の書を口述した
- LAShTAL
- FIAOF
- MGN—AUMでMに置き換えた複合語

その他の対応する言葉：
- Melie—ユグドラシル（世界樹）で「灰」
- TzBA—「意志、星、主人」
- PThD—「Peth Teth Daleth」（カバラの三つの平行する小径）

## 挨拶文としての93
セレマイト同士が会ったとき、お互いに「93」と挨拶したり、手紙の最初と最後に「93」と書くのは一般的である。この習慣は、セレマイトはお互いに「汝の意志することを行え」と言うことで挨拶するべきだという、アレイスター・クロウリーのセレマの法のガイドラインに由来している。この長ったらしい法の言葉を言うのが煩わしいため、93を使うことで簡単にしている。
非公式の手紙では、しばしばこの番号は手紙の初めに単独で書かれ、最後に「93 93/93」と書かれる。この場合、最初の「93」は「汝の意志することを行え」を意味し、「93 93/93」は「愛こそ法なり、意志の下の愛こそが」を意味する。クロウリーは彼の手紙の中でこの形式を使用した。